# وانگ منگ
وانگ منگ (چینی: 王濛; پین‌یین: Wáng Méng) ورزشکار زن رشتهٔ اسکیت سرعتی مسیر کوتاه اهل کشور چین است. وی در بین سال‌های ‎۲۰۰۶ تا ۲۰۱۰ میلادی در مسابقات بازی‌های المپیک زمستانی در مجموع ۶ مدال، شامل ۴ مدال طلا و ۱ نقره و ۱ برنز را کسب کرد.